# 何全
何全（1505年—？），字原學，号鳳野，四川儀衛司籍，成都府溫江縣人，明朝政治人物。曾任贵州按察司佥事。

## 生平
嘉靖四年（1525年）乙酉科四川鄉試第四十三名舉人。嘉靖三十二年（1553年）中式癸丑科會試第二百八十三名，三甲第一百三十名進士。工部观政，授直隶常州府推官，升礼部主事、工部员外郎，出为贵州佥事，復除福建佥事，四十三年（1564年）监试福建鄉試，升江西左参议，隆慶元年（1567年）十一月以科道纠拾閑住。
嘉靖四十二年（1563年）任直隸吳縣知縣。

## 家族
曾祖何志聰；祖父何魁；父何永昇，母鄒氏。兄金、弟介、畲、佥、企、含。